# 千賀愛
千賀愛（せんが あい、1974年 - ）は、日本の教育学者。北海道教育大学札幌校特別支援教育専攻准教授。専門は障害児教育。

## 略歴・人物
三重県津市出身。東京学芸大学教育学部障害児教育専攻卒業、同大学院連合学校教育研究科博士課程修了。教育学博士。日本学術振興会特別研究員を経て、2004年北海道教育大学岩見沢校助教授。2007年現職。近況は北海道教育大学特別支援教育公式サイト「ほくとくネット」で紹介されている。

## 研究
所属学会は、日本特別ニーズ教育学会、日本特殊教育学会、日本教育学会、教育史学会、日本デューイ学会、社会事業史学会、北海道特別支援教育学会。

## 著書
- 『デューイ教育学と特別な教育的配慮のパラダイム：実験学校と子どもの多様な困難・ニーズへの教育実践』風間書房、2009年。
- 『特別支援教育の基礎と動向―新しい障害児教育のかたち』（第15章　小中学校における校内支援システムと巡回指導：共著者：世羅史子との共著）、培風館、大沼直樹・吉利宗久編、2007年。